# Instituto Sivis
O Instituto Sivis (antigo Instituto Atuação) é um think and tank sem fins lucrativos e apartidário localizado em Curitiba, no Brasil. Fundado em 2011, trabalha para influenciar e fortalecer a cultura democrática brasileira através da educação e da liberdade de expressão. Com o intuito de fortalecer os verdadeiros valores democráticos, a organização trabalha com lideranças nacionais e internacionais através da produção de conhecimento e advocacy. 

## Cultura Democrática
Para o Sivis, a cultura democrática consiste em um conjunto de práticas e valores que incentive as pessoas a assumirem responsabilidade conjunta pelo bem comum, com respeito à liberdade e à igual dignidade de cada membro da sociedade. A cultura gera um ambiente fértil para a consolidação da democracia na sociedade brasileira.
O Sivis entende que a cultura democrática é composta por três pilares:
Dimensão cognitiva: pressupõe conhecer e se interessar pelo funcionamento da política, bem como acompanhar os debates sobre os rumos do seu bairro, da sua cidade, do seu estado e do país como um todo, oferece as ferramentas de base para que as pessoas exerçam um papel mais ativo na construção de um país melhor. Afinal de contas, as habilidades cognitivas dos cidadãos, desenvolvidas por processos de socialização ou instituições educacionais, mostram-se essenciais para a consolidação democrática.
Vida comunitária: refere-se a uma atitude de cooperação e de solidariedade em seu bairro ou comunidade em que vive para enfrentar desafios coletivos. Com a valorização da vida comunitária, há um aumento do chamado capital social, que, segundo Putnam , é o “lubrificante” que facilita as relações sociais em prol do bem-estar coletivo. Por desempenhar um papel tão relevante na construção de uma democracia saudável, entendemos que a sociedade civil constitui um aspecto fundamental da vida política.
Normas e valores: é o conjunto de orientações que baliza o funcionamento de democracias como, por exemplo, o respeito aos direitos e às liberdades de todas as pessoas, a igualdade entre os indivíduos, a liberdade de expressão e de imprensa, o diálogo e a tolerância, entre outros. Defender essas normas e valores é fundamental para um bom funcionamento das instituições democráticas e para o avanço da sua legitimidade. 
Fortalecer a cultura democrática é um desafio complexo, sistêmico e que demanda tempo. Por isso, é um exercício permanente que é, ao mesmo tempo, individual e coletivo. O Sivis espera multiplicar a capacidade de reflexão, mobilização e ação da sociedade brasileira para enfrentar seus desafios e buscar um país melhor.

## Defesa e promoção da democracia
Para fortalecer a cultura democrática, o Instituto Sivis tem se dedicado à defesa e promoção da democracia, realizando diversas iniciativas com foco especial na produção de conhecimento. Entre os principais destaques estão as pesquisas do Índice de Democracia Local, realizadas em Curitiba, em 2017, e em São Paulo, em 2019. Essa ferramenta foi desenvolvida para diagnosticar o estado da democracia no nível local, em parceria com especialistas de instituições renomadas internacionalmente, como Freedom House, The Economist Intelligence Unit, International IDEA, Latinobarómetro e V-Dem Institute, entre outras.
Outro marco significativo foi o lançamento de duas edições de coletâneas de livros internacionalmente reconhecidos sobre democracia, traduzidos pela primeira vez para o português. A primeira coletânea, lançada em 2015, reuniu autores de destaque na Ciência Política, como Robert Putnam, James S. Fishkin, Larry Diamond e Gene Sharp, com mais de 3.200 exemplares distribuídos em todo o Brasil. Já a segunda coletânea, lançada em 2016, contou com autores como Giovanni Sartori, Ernst-Wolfgang Böckenförde e James S. Fishkin, entre outros. Essa última edição ainda está disponível para venda e pode ser adquirida pelo site da instituição.
Como parte de seu compromisso com a produção de conhecimento, o Instituto Sivis também realizou a pesquisa Valores em Crise em parceria com a World Values Survey Association. Essa iniciativa buscou compreender como a pandemia de COVID-19 impactou os valores e comportamentos dos brasileiros. 

## Liberdade de Expressão
O Instituto Sivis desempenha um papel fundamental na promoção e defesa da liberdade de expressão, especialmente por meio do Centro Voxius.
O Centro Voxius tem como objetivo construir bases sólidas para a liberdade de expressão no Brasil, partindo de um diagnóstico aprofundado do contexto político e social do país. Nesse sentido, realiza diversas pesquisas e notas técnicas que buscam abordar desafios como a promoção da liberdade de expressão, o combate à autocensura, a proteção jurídica e a garantia do direito à privacidade. Além disso, o Centro trabalha com questões relacionadas à regulação de conteúdos e plataformas digitais, defendendo abordagens que salvaguardem a liberdade de expressão. O Centro Voxius atua também no advocacy, influenciando líderes e tomadores de decisão a priorizarem políticas e iniciativas que fortaleçam esse direito fundamental.

## Educação para democracia
Para fortalecer a democracia e suas instituições, é essencial cultivar uma cultura que as sustente. Diversas pesquisas empíricas mostram que a educação desempenha um papel fundamental para a saúde democrática, contribuindo para o aumento da participação política e da sofisticação cognitiva do cidadão. Nesse sentido, formar cidadãos com valores e virtudes democráticas é fundamental para construir uma cultura democrática sustentável.
O Instituto Sivis já promoveu diversas iniciativas voltadas à institucionalização da educação para virtudes. Entre elas, destaca-se uma pesquisa voltada à criação de ferramentas úteis para a elaboração de propostas curriculares sob a perspectiva da Educação Integral. Com o objetivo de oferecer recursos para professores e gestores, o Instituto mapeou práticas realizadas em diferentes contextos escolares, tanto no Brasil quanto no exterior, nas quais as competências e habilidades do Currículo de Referência foram desenvolvidas para os estudantes. Além disso, o Instituto também realizou projetos voltados para compreender boas práticas de educação para a democracia e explorar maneiras de mensurar sua eficácia através de avaliações de impacto.
A organização mantém seus esforços na educação, especialmente através da formulação de materiais didáticos que abordam virtudes para a democracia, tendo como temas principais a saúde emocional  e a inteligência social.